# 神奈川大学日本常民文化研究所
神奈川大学日本常民文化研究所（かながわだいがくじょうみんぶんかけんきゅうじょ）は、神奈川県横浜市神奈川区六角橋三丁目にある神奈川大学の附置研究所。漁業制度史や民具の研究を中心に、日本の民衆の生活・文化・歴史の調査研究を行っている。

## 概要
1921年（大正10年）に、実業家で民俗学者でもあった渋沢敬三が創設したアチック・ミューゼアムを前身とし、その後、財団法人時代を経て1982年（昭和57年）に神奈川大学に移管され、その研究が引き継がれた。

## 沿革
- 1921年（大正10年） - 渋沢敬三がアチック・ミューゼアムを創設[4]
- 1942年（昭和17年） - 日本常民文化研究所に名称変更[4]
- 1949年（昭和24年） - 水産庁から水産資料の調査保存を委託され、東海区水産研究所内に月島分室を置く[4]
- 1950年（昭和25年） - 財団法人日本常民文化研究所となる[4]
- 1955年（昭和30年） - 月島分室が閉鎖される[4]
- 1963年（昭和38年）10月 - 渋沢敬三死去[4]
- 1968年（昭和43年） - 『民具マンスリー』創刊[4]
- 1980年（昭和55年) - 神奈川大学内に日本常民文化研究所招致検討委員会が発足[4]
- 1982年（昭和57年）7月 - 神奈川大学日本常民文化研究所設立（財団は解散）[4]
- 1986年（昭和61年） - 『歴史と民俗』（神奈川大学日本常民文化研究所論集）創刊[4]
- 1992年（平成4年） - 神奈川大学日本常民文化研究所を母体とする神奈川大学院歴史民俗資料学研究科の開設認可[4]
- 2003年（平成15年） -「人類文化研究のための非文字資料の体系化」が 文部科学省「21世紀COEプログラム」拠点事業に採択される[5]

## 組織
- 日本常民文化研究所
  - 非文字資料研究センター
  - 国際常民文化研究機構

## 著名な研究者

### アチック・ミューゼアム時代
- 早川孝太郎
- 高橋文太郎
- 宮本馨太郎
- 宮本常一
- 伊豆川浅吉
- 戸谷敏之

### 神奈川大学附置化後
- 網野善彦 - 民俗学
- 香月洋一郎 - 民俗学　元日本常民文化研究所所長
- 和崎春日 - 民俗学
- 福田アジオ - 民俗学
- 橘川俊忠 - 歴史学者　元日本常民文化研究所長
- 川田順造 - 文化人類学　日本常民文化研究所特別招聘教授
- 安室知 - 民俗学、2011年にはブラジル・サンパウロ大学で講義を行った[6]。
- 内田青蔵 - 建築　建築史学　日本常民文化研究所